# Harprich
Harprich é uma comuna francesa na região administrativa de Grande Leste, no departamento de Mosela. Estende-se por uma área de 8,78 km². Em 2010 a comuna tinha 184 habitantes (densidade: 21 hab./km²).